# براش (الطويلة)

تعديل مصدري - تعديل

براش هي إحدى قرى عزلة الضلاع الاسفل بمديرية الطويلة التابعة لمحافظة المحويت، بلغ تعداد سكانها 268 نسمة حسب تعداد اليمن لعام 2004.